# Saut en hauteur masculin aux Jeux olympiques de 1896
Pour un article plus général, voir Athlétisme aux Jeux olympiques de 1896.
Navigation
Paris 1900
L'épreuve du saut en hauteur masculin aux Jeux olympiques de 1896 s'est déroulée le 10 avril 1896 dans le Stade panathénaïque d'Athènes, en Grèce. Elle est remportée par l'Américain Ellery Clark.